# Championnat du Guatemala de football 1965-1966
Navigation
Saison précédente Saison suivante
La Liga Nacional 1965-1966 est la quatorzième édition de la première division guatémaltèque.
Lors de ce tournoi, le Aurora FC a tenté de conserver son titre de champion du Guatemala face aux onze meilleurs clubs guatémaltèques.
Chacun des douze clubs participant était confronté deux fois aux onze autres équipes.

## Les 12 clubs participants
| \| Guatemala: Aurora FC CSD Comunicaciones IGSS CSD Municipal Tipografía Nacional Universidad SC Guatemala Deportivo Botrán Xelaju MC Cobán Imperial Guatemala Deportivo Marquense Guatemala Deportivo Sanarate Deportivo Suchitepéquez Guatemala Deportivo Botrán Xelaju MC \| Localisation des clubs engagés dans le championnat. |
| Guatemala: Aurora FC CSD Comunicaciones IGSS CSD Municipal Tipografía Nacional Universidad SC Guatemala Deportivo Botrán Xelaju MC Cobán Imperial Guatemala Deportivo Marquense Guatemala Deportivo Sanarate Deportivo Suchitepéquez Guatemala Deportivo Botrán Xelaju MC                                                           |

Ce tableau présente les douze équipes qualifiées pour disputer le championnat 1965-1966. On y trouve le nom des clubs, le nom des stades dans lesquels ils évoluent ainsi que la capacité et la localisation de ces derniers.
| Club                    | Stade                         | Capacité          | Ville          |
| Aurora FC               | Stade de l'Ejército           | 13 300            | Guatemala City |
| Deportivo Botrán        | Stade inconnu                 | Capacité inconnue | Quetzaltenango |
| Cobán Imperial          | Stade Verapaz                 | 15 000            | Cobán          |
| CSD Comunicaciones      | Stade Mateo Flores            | 30 000            | Guatemala City |
| IGSS                    | Stade inconnu                 | Capacité inconnue | Guatemala City |
| Deportivo Marquense     | Stade Marquesa de la Ensenada | 10 000            | San Marcos     |
| CSD Municipal           | Stade Mateo Flores            | 30 000            | Guatemala City |
| Deportivo Sanarate      | Stade inconnu                 | Capacité inconnue | Sanarate       |
| Deportivo Suchitepéquez | Stade Carlos Salazar Hijo     | 12 000            | Mazatenango    |
| Tipografía Nacional     | Stade La Pedrera              | Capacité inconnue | Guatemala City |
| Universidad SC          | Stade de la Revolución        | 5 000             | Guatemala City |
| Xelaju MC               | Stade Mario Camposeco         | 11 000            | Quetzaltenango |

## Compétition
Les douze équipes affrontent à deux reprises les onze autres équipes selon un calendrier tiré aléatoirement.
Le neuvième et le dixième du classement sont qualifiés pour les barrages de relégation en Primera División de Guatemala.
Le classement est établi sur l'ancien barème de points (victoire à 2 points, match nul à 1, défaite à 0).
Le départage final se fait selon les critères suivants :
- Le nombre de points.
- La différence de buts générale.
- Le nombre de buts marqué.

### Classement
| Rang | Équipe                    | Pts | J  | G  | N | P  | Bp | Bc | Diff |
| ---- | ------------------------- | --- | -- | -- | - | -- | -- | -- | ---- |
| 1    | CSD Municipal             | 38  | 22 | 17 | 4 | 1  | 49 | 19 | +30  |
| 2    | CSD Comunicaciones        | 35  | 22 | 16 | 3 | 3  | 35 | 14 | +21  |
| 3    | Universidad SC            | 26  | 22 | 9  | 8 | 5  | 47 | 39 | +8   |
| 4    | Aurora FC T               | 25  | 22 | 8  | 9 | 5  | 37 | 25 | +12  |
| 5    | Tipografía Nacional       | 23  | 22 | 9  | 5 | 8  | 36 | 39 | -3   |
| 6    | Deportivo Botrán          | 22  | 22 | 9  | 4 | 9  | 39 | 33 | +6   |
| 7    | Deportivo Suchitepéquez P | 21  | 22 | 7  | 7 | 8  | 38 | 38 | 0    |
| 8    | Deportivo Marquense       | 19  | 22 | 7  | 5 | 10 | 29 | 40 | -11  |
| 9    | Xelaju MC                 | 18  | 22 | 5  | 8 | 9  | 43 | 40 | +3   |
| 10   | Cobán Imperial            | 15  | 22 | 4  | 7 | 11 | 23 | 45 | -22  |
| 11   | IGSS P                    | 11  | 22 | 3  | 5 | 14 | 21 | 41 | -20  |
| 12   | Deportivo Sanarate        | 11  | 22 | 2  | 7 | 13 | 23 | 47 | -24  |

| Légende : Qualifications et relégations | Légende : Qualifications et relégations                                   |
| --------------------------------------- | ------------------------------------------------------------------------- |
|                                         | Qualifié pour les barrages de relégation en Primera División de Guatemala |
|                                         | Relégué en Primera División de Guatemala                                  |
|                                         | T Tenant du titre P Promu de la saison 1964-1965                          |

### Barrages de relégation
Les deux derniers du groupe de relégation restent ou sont relégués en Primera División de Guatemala.
| Rang | Équipe               | Pts | J | G | N | P | Bp | Bc | Diff |
| ---- | -------------------- | --- | - | - | - | - | -- | -- | ---- |
| 1    | Xelaju MC            | 6   | 3 | 3 | 0 | 0 | 10 | 4  | +6   |
| 2    | Juventud Escuintleca | 3   | 3 | 1 | 1 | 1 | 7  | 7  | 0    |
| 3    | IRCA                 | 2   | 3 | 1 | 0 | 2 | 7  | 7  | 0    |
| 4    | Cobán Imperial       | 1   | 3 | 0 | 1 | 2 | 3  | 9  | -6   |

| Légende : Qualifications et relégations | Légende : Qualifications et relégations  |
| --------------------------------------- | ---------------------------------------- |
|                                         | Relégué en Primera División de Guatemala |

## Bilan du tournoi
| Championnat du Guatemala de football 1965-1966 |                      |
| Champion                                       | CSD Municipal        |
| Dauphin                                        | CSD Comunicaciones   |
| Promotions et relégations                      |                      |
| Promus en Liga Nacional de Guatemala           | Juventud Escuintleca |
| Relégués en Primera División de Guatemala      | Deportivo Sanarate   |
| Relégués en Primera División de Guatemala      | IGSS                 |
| Relégués en Primera División de Guatemala      | Cobán Imperial       |